# 412.
◄ | 4. stoljeće | 5. stoljeće | 6. stoljeće | ►
◄ | 380-ih | 390-ih | 400-ih | 410-ih | 420-ih | 430-ih | 440-ih | ►
◄◄ | ◄ | 409. | 410. | 411. | 412. | 413. | 414. | 415. | ► | ►►
Astronomija • Književnost • Kršćanstvo • Pravo • Promet

## Rođenja
- Proklo, grčki filozof († 485.)

## Vanjske poveznice
|  | Zajednički poslužitelj ima još gradiva o temi 412. |